# Pedro Miguel de Heredia
Pedro Miguel de Heredia (né en 1579 à Alcalá de Henares, Tolède ou El Molar et mort en 23 mars 1655 à Madrid) est médecin espagnol.

## Biographie
Il entre en 1594 à l'université d'Alcalá de Henares, où il obtient un diplôme en 1607 et un doctorat en médecine l'année suivante. Il travaille ensuite comme médecin praticien à Santorcaz jusqu'en 1619, quand il devient professeur d'anatomie à l'université d'Alcalá de Henares. Il occupe une chaire mineure de médecine en 1620, puis la chaire principale en 1623. Il quitte ce poste pour devenir médecin de chambre du roi Philippe IV en 1643. Il est considéré comme l'un des premiers galénistes modérés espagnols. 

## Œuvres
- Opera Medicinalia (1664)